# Гільгертсгаузен-Тандерн
Гільгертсгаузен-Тандерн (нім. Hilgertshausen-Tandern) — громада в Німеччині, розташована в землі Баварія. Підпорядковується адміністративному округу Верхня Баварія. Входить до складу району Дахау.
Площа — 28,64 км2. Населення становить 3407 ос. (станом на 31 грудня 2020).